# Counterfeit e.p.
Counterfeit e.p. este primul album solo al lui Martin Gore, compozitorul principal al formației Depeche Mode.
Lansat în 1989, Counterfeit conține șase melodii, care sunt cover-uri, însemnând că piesele muzicale nu au fost scrise de Gore. Counterfeit a fost înregistrat după lansarea albumului Music For The Masses iar tot în același timp, Alan Wilder a lansat albumul Hydrology sub numele de Recoil
In Franța și Germania, un promo al single-ului "In A Manner Of Speaking" a fost lansat

## Lista melodiilor
(lansate pe CD de către Mute)
1. "Compulsion" – 5:26
2. "In a Manner of Speaking" – 4:19
3. "Smile in the Crowd" – 5:02
4. "Gone" – 3:28
5. "Never Turn Your Back on Mother Earth" – 3:02
6. "Motherless Child" – 2:48

Toate melodiile au fost produse de Martin Gore și Rico Conning la Sam Therapy Studios din Londra